# 牧村一穂の〆ラーCLUB
牧村一穂の〆ラーCLUB（まきむらかずほのしめらーくらぶ）は、静岡エフエム放送 (K-MIX) で放送されているラジオ番組である。通称「〆クラ」。

## 概要
中華料理店を営む祖父母を持つ牧村一穂（K-MIXアナウンサー）がメインパーソナリティを務める番組。「愛するラーメンについてあれこれ語る偏愛バラエティ番組」を標榜している。
X（旧Twitter）での公式ハッシュタグは「#〆クラ」。また番組リスナーの呼称は「My麺」(読み方は「マイメン」)。
番組名の通り、番組内では牧村が実際に食べ歩いてきたラーメンにまつわる情報を中心に、その他、リスナーから寄せられたラーメン情報や、いわゆる「ふつおた」などのメッセージも紹介する。
2023年4月28日からは、K-MIXのポッドキャスト『OTODA-K』にて『〆ラーCLUB 替え玉編』と題した、本編とは別内容の配信が不定期に行われている。

## 歴史
- 2022年 (令和4年) 4月4日 - 月曜深夜（火曜早朝）の放送枠にて、放送開始。
- 2023年 (令和5年) 4月7日 - 放送枠を金曜夜に移動。
- 2024年 (令和6年) 3月8日 - 放送100回。

## 放送時間
- 金曜 19:30 - 19:55（2023年7月7日 - ）

### 過去の放送時間
- 月曜 28:00 - 28:30（火曜早朝 4:00 - 4:30、2022年4月4日 - 2023年3月27日）
- 金曜 19:30 - 20:00（2023年4月7日 - 2023年6月30日）

## パーソナリティ
- 牧村一穂（K-MIXアナウンサー・パーソナリティ）

## コーナー
「今週の〆クラレター」「推しラーしか勝たん」「〆クラでやってほしい企画」は週替わりで、概ね毎月1回ずつ行われる。
- オープニングセリフ

My麺（リスナー）が牧村に読んでほしい、番組のオープニングを飾るにふさわしいセリフを募集し、実際に牧村が読み上げる。
- まきむーの麺食い☆3つ

牧村が実際に食したラーメンの中から、My麺に勧めたい店とメニューを紹介する。紹介されるラーメンは放送エリアの静岡県内だけでなく、旅行やライブ遠征で食した静岡県外のものも含まれる。なお、当コーナーで紹介したラーメン店が掲載されたGoogle マップ「麺食い☆3つ！紹介店」が公開されており、毎週更新される。
2024年2月28日に行われた公開収録 (後述) では、『まきむーの麺食い☆3つ番外編』と題して、「ニュータッチ凄麺 静岡焼津かつおラーメン」を牧村が試食した。
- 今週の〆クラレター

My麺が日常の中で感じたことや、牧村への質問・相談等、いわゆる「ふつおた」（普通のお便り）を紹介する。
- 推しラーしか勝たん

My麺おすすめのラーメン情報を募集・紹介する。「まきむーの麺食い☆3つ」同様、紹介内容は静岡県内外を問わない。
- 〆クラでやってほしい企画

番組内で展開してほしい企画をMy麺から募集する。集まった企画案の中からひとつが選ばれ、翌週の放送で実行される。
実現した企画は次の通り。
- 〆の一曲

番組エンディングのコーナー。
毎月1組のアーティストを選び、1か月にわたって1曲ずつ紹介するのが基本だが、「特別編」として実施されることもある。例として2023年4月は「静岡アイドルフェスティバル イン つま恋」の出演アイドルを特集、2023年10月20日はトミタ栞の「ラーメンウォーアイニー」を紹介した。

### 不定期コーナー
過去に2回 (2週) 以上行われ、明確な終了告知がない企画についてここに記す。
- カップラエキスポ

カップラーメンに特化した企画。2022年9月19日に第1回、2023年3月27日に第2回が行われた。My麺の推しカップラーメン (第2回では袋麺も可とされた) の情報を募集する。
- まきむーのラーメンチャリ旅

2023年5月19日・6月16日に実施された。牧村がバイチャリ浜松店で借りた自転車に乗ってラーメン店に向かった模様をトークする。
- ラーメン大喜利!略してラー喜利

大喜利企画。全回答の中から「ベストラー喜利スト」に選ばれたMy麺には、牧村のデコチェキとサイン入りステッカーが贈られた。
- 第1回

2023年10月20日、K-MIX LISTENERS THANKS WEEK (聴取率調査週間) に合わせて実施された。お題は「とっても大満足だったラーメン屋さん。特に〆の…!!」
- 第2回

前述の通り、My麺から募集した「公開収録でやってほしい企画」の中から選ばれ、2024年3月8日の第100回放送にて『「ラーメン大喜利 略して ラー喜利」リターンズ！！』として実施された。お題は「1年で1度だけの特別な限定メニュー。そのメニューとは？」
- ラーメンラジオドラマ

『〆クラでやってほしい企画』で募集した中から選ばれた企画。前述の通り、同コーナーでMy麺から募集したお題をもとに、2024年2月16日、3月1日、15日の放送及び同月8日更新分の「替え玉編」にて3作品のラジオドラマが公開された。

### 過去のコーナー
- 5分で簡単！地味特技選手権

5分でできそうな地味な特技を募集する。牧村が地味特技に挑戦した模様は番組Twitterに投稿され、いいねの数が100を超えると特技として認定される。
不定期に実施する旨が告知されたが、2022年5月1日に一度行われたのみであり、2023年5月時点でメールの募集テーマ一覧にも含まれていない。
- まきむーの静岡初めてだもんで

コーナー実施当時、静岡に来て1年目だった牧村に教えたい、静岡に関する情報やあるあるを募集・紹介する。
2022年7月25日・8月22日・2023年3月27日に実施され、牧村の静岡での生活が丸1年を迎えたことで終了。
- まきむーの偏愛CLUB

2022年8月15日の放送で「お盆特別企画」として実施された。ラーメンに限らず、リスナーの偏愛するものについてのメールを募集・紹介した。
- プロジェクト〆

RSK山陽放送の番組「あもーれ!マッタリーノ」(月曜日) とのコラボレーションコーナー。同番組のパーソナリティでRSK山陽放送アナウンサーの坂俊介も出演し、静岡と岡山の名物が入った、ラーメンと一緒に食べたいコラボ丼を製作し、実際に静岡「めん処いしがみ」では「太陽パワー丼」、岡山「麺屋楽長。」では「本わさびとピーチポークの豚味噌丼」がそれぞれ2023年2月15日から期間・数量限定で販売された。

## ゲスト
2022年（令和4年）
- 8月15日 - 茜屋日海夏 (i☆Ris) ※コメント出演[41]
- 8月29日 - 浜松商業高校 調査研究部[42]
- 11月4日 - 坂俊介 (RSK山陽放送アナウンサー)[43]

2023年（令和5年）
- 4月7日 - 木村日音 (fishbowl) ※コメント出演[44]
- 4月14日 - 峰島こまき (ナナランド) ※コメント出演[45]
- 4月21日 - 小栗さん (遠鉄百貨店)[46]
- 4月28日 - 北野ゆか (chuLa) ※コメント出演[47]
- 6月30日 - さぁちゃん (浜松市在住のラーメン女子)[48]

## その他
- 当番組の放送100回を記念した公開収録が、2024年2月28日に新静岡セノバ5F K-MIX view-st.Shizuoka NOAにて行われ[49]、その模様は同年3月8日に第100回放送としてオンエアされた[3]。

### 放送休止・内容変更の事例
- 2022年12月12日 - 牧村の新型コロナウイルス感染に伴い、再放送に差し替えられた[50]。
- 2023年11月3日 - JFN38局ネット特番『FM FESTIVAL 2023』が編成された影響により、『野菜をMOTTO presents おかえりマルシェ』が当番組の放送時間に繰り下がって放送されたため、放送休止[51]。